# Eunice stragulum
Eunice stragulum är en ringmaskart som först beskrevs av Grube 1878.  Eunice stragulum ingår i släktet Eunice och familjen Eunicidae. Inga underarter finns listade i Catalogue of Life.